# 五十嵐雄策
五十嵐 雄策（いがらし ゆうさく - ）は、日本の小説家。

## 人物
『幸せ二世帯同居計画』で第4回電撃hp短編小説賞最優秀賞を受賞後、『乃木坂春香の秘密』でデビュー。弁護士を目指す傍ら執筆中（といっているが、最近は司法試験の勉強より執筆に重きを置いているらしい）。
趣味はピアノ・料理・ハーブティー。OVA「乃木坂春香の秘密 ふぃな～れ♪」では、本人役として声で出演している。

## 作品

### 小説
電撃文庫
- 乃木坂春香の秘密（全16巻、2004年10月 - 2012年7月）
- はにかみトライアングル（全7巻、2005年4月 - 2008年10月）
- 小春原日和の育成日記（全5巻、2009年10月 - 2012年9月）
- 花屋敷澄花の聖地巡礼（全2巻、2013年6月 - 2013年10月）
- 城ヶ崎奈央と電撃文庫作家になるための10のメソッド（全2巻、2014年1月 - 2014年5月）
- 城姫クエスト（全2巻、2014年11月 - 2015年3月）※ノベライズ
- SE-Xふぁいる ようこそ、斎条東高校「超常現象☆探求部」へ!（全2巻、2015年12月 - 2016年4月）
- 幸せ二世帯同居計画 〜妖精さんのお話〜（全1巻、2016年11月）
- 終わる世界の片隅で、また君に恋をする（全1巻、2017年5月）
- 乃木坂明日夏の秘密（既刊6巻、2018年4月 - ）
- ちっちゃくてかわいい先輩が大好きなので一日三回照れさせたい（既刊4巻、2020年7月 - ）
- 琴崎さんがみてる ～俺の隣で百合カップルを観察する限界お嬢様～（原案：弘前龍、全1巻、2021年10月）※ノベライズ
- 天使な幼なじみたちと過ごす10000日の花嫁デイズ（既刊1巻、2022年12月 - ）
- 青春2周目の俺がやり直す、ぼっちな彼女との陽キャな夏（既刊1巻、2023年7月 - ）
- 小説版ラブライブ! 虹ヶ咲学園スクールアイドル同好会 紅蓮の剣姫～フレイムソード・プリンセス～（全1巻、2023年8月）※ノベライズ

メディアワークス文庫
- ぼくたちのなつやすみ 過去と未来と、約束の秘密基地（全1巻、2015年7月）
- 七日間の幽霊、八日目の彼女（全1巻、2016年8月）
- ひとり旅の神様（全2巻、2017年1月 - 2017年7月）
- いつかきみに七月の雪を見せてあげる（全1巻、2017年10月）
- 下町俳句お弁当処 芭蕉庵のおもてなし（全1巻、2018年1月）
- 恋する死神と、僕が忘れた夏（全1巻、2018年8月）
- 八丈島と、猫と、大人のなつやすみ（全1巻、2019年10月）

メゾン文庫
- ひとり飲みの女神様（全2巻、2018年10月 - 2019年7月）

#### アンソロジー
著者の作品は「」内。
- 電撃コラボレーション まい・いまじね～しょん（全1巻、2008年8月） - 「僕とあなたの天体観測」所収

### 漫画原作
電撃G'sコミック
- さけ×こえフルール～花めく新米声優ちゃんは日本酒女神と夢を見る～（連載中）

### ゲーム
コーエーテクモゲームス
- BLUE REFLECTION　幻に舞う少女の剣（2017年3月） - シリーズ構成

ドワンゴ
- エンゲージプリンセス〜眠れる姫君と夢の魔法使い〜（2019年4月） - キャラシナリオ・一部キャラ設定[1]

ジークレスト
- 星鳴エコーズ（2019年11月） - キャラシナリオ・イベントシナリオ[1]

GMOライブゲームス
- REALIVE!～帝都神楽舞隊～（2020年1月） - キャラシナリオ・イベントシナリオ[1]

KADOKAWA
- 社長、バトルの時間です!（2019年10月） - メインシナリオ

### ASMRシナリオ
心づくし音屋（株式会社ポストワールド）
- やおよろ温泉郷シリーズ（全8作、2021年5月 - 2024年5月）
- 方言女子高生とのひと夏 ～京都弁の幼なじみ～（全1作、2022年9月）
- 好きピと推し活マジしあわせ! ～アオハル学園 ギャル 七瀬璃央～（全1作、2022年11月）
- 異世界旅行代理店シリーズ（既存2作、2024年10月 - ）

あんくりあさうんど
- お隣のわんちゃん!お世話します!（全1作、2021年10月）
- 日変わりカノジョ|7つの性格で一週間毎日癒やされてみませんか?（全1作、共作：御影瑛路、2021年12月）
- わたしのアシくん、お願いできる?～憧れの先輩とのお泊り漫画制作はハプニング続発の絶賛修羅場中～（全1作、2022年3月）
- 癒やし満点彼女の甘やかし看病ASMR 〜天然おっとり保育士優衣にたっぷりお世話される2日間〜（全1作、2022年4月）
- 妄想ノスタルジア〜思わせぶり委員長とからかいまみれの1日〜（全1作、2022年12月）
- さとやま耳かき日和 〜ゆいかと過ごす2人きりの夏〜（全1作、2024年7月）

電撃G's magazine
- 妹が一日一回しか目を合わせてくれない。（全1作、2023年2月）
- 乃木坂春香の秘密ASMR（全1作、2024年1月）
- じつは義妹でした。ASMR〜義妹と過ごす一年〜（全1作、2024年4月）
- 月に一度、お嬢さまはメイドになる。〜お嬢さま⇄メイドによる一生懸命⇄クーデレすぎる愛情たっぷりご奉仕〜（全1作、	2024年8月）

ドワンゴ
- 原つむぎのささやきASMR 彼氏君、やっと会えたね！（全1作、2023年5月）
- 白川のぞみのASMR 君だけのコスプレ彼女（全1作、2023年6月）

### 朗読劇脚本
- 音読～オトヨミ～「星の光のように」（2021年12月）
- 題名のない飲み会「PM10：12　流星群の夜」「秋とギターの妖精」（公演日不明）[1]

### YouTube動画脚本
不思議のタネ運営チーム
- 不思議のタネ（2020年9月 - 2022年3月） - サウザンドスクリプトの一人として参加[2]

漫画エンジェルネコオカ
- 琴崎さんがみてる（原案：弘前龍、2021年3月 - 9月）

### その他
- メディアワークス『乃木坂春香の秘密ドラマCD』（2008年3月） - 脚本
- GREE『城姫クエスト ゲーム内イベントボイスドラマ』（2015年） - 脚本
- コトブキヤ『幻奏美術館～癒やしの洞窟の伝説～』（2022年12月） - シナリオライティング
- ホロライブ 秘密結社holoX『饗宴ソリダリティ～SHAKE★NABE～』リリース記念ボイス（2023年12月） - 脚本

## 五十嵐ゆうさく名義
集英社みらい文庫
- 五年護組・陰陽師先生 結成！ヘトヘト陰陽班（全1巻、2016年9月）[1]